# Instituciones forales de la ciudad de Valencia

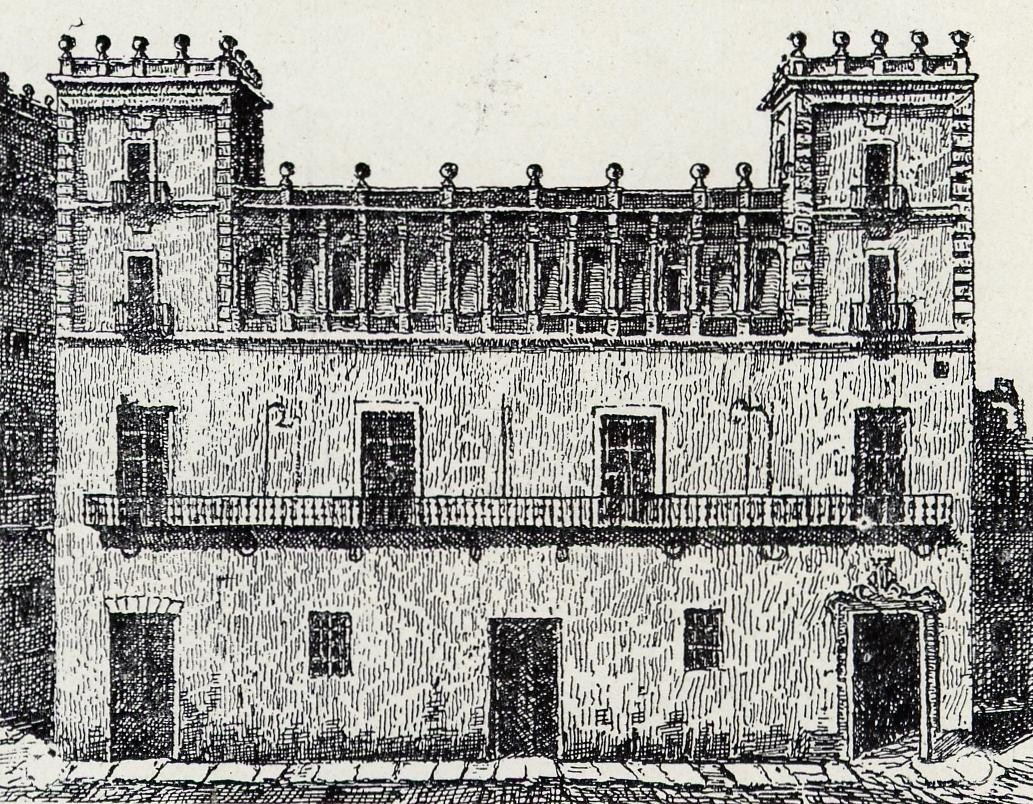
Fachada de la histórica Casa de la Ciudad de Valencia antes de ser derribada en 1865

Las instituciones forales de la ciudad de Valencia fueron las instituciones representativas y de gobierno que rigieron la ciudad de Valencia (España) durante la llamada "época foral", es decir, durante los cerca de quinientos años de existencia del Reino de Valencia —desde la conquista de Valencia por el rey de Aragón y conde de Barcelona Jaime I en 1238 hasta la promulgación por Felipe V en 1707, en plena Guerra de Sucesión Española, del Decreto de Nueva Planta que abolió los Fueros de Valencia, lo que supuso que el Reino de Valencia dejar de existir para pasar a ser en una "provincia" del Reino de España—.

## División estamental de la población:cavallers,ciutadansyhabitadors
En la ciudad de Valencia solo tenían acceso al gobierno la pequeña nobleza urbana, compuesta por los cavallers -que eran los nobles no titulados que habían sido armados caballeros— y los generosos -los nobles que no tenían título ni eran caballeros-, y los ciutadans —que se distinguían de los simples habitadors ('vecinos'), grupo del que formaban parte los artesanos y trabajadores de los diferentes oficis o gremios y que constituían la mà menor del estat pla (los no nobles). Se consideraba ciutadà y no simple habitador a aquella persona cuya posición económica y social le dotaba de una dignidad y una cualidad moral que lo situaba por encima del resto de miembros del estat pla. Esta dignidad provenía de que vivían de rentas o negocios —grandes mercaderes, negociantes de tejidos, etc— o del ejercicio de profesiones como las de notario o la de jurista que no eran manuales y no estaban integradas en el mundo de los oficis. Dentro de los ciutadans existía una capa social superior llamada ciudadanos honrados —que constituían la mà major del estat pla o no nobles— y que eran aquellos que vivían de rentas suficientes y habían desempeñado el cargo de jurat, la máxima magistratura urbana. El resto de ciutadans constituían la mà mitjana de l'estat pla.

## El gobierno de la ciudad

### Consell Secret

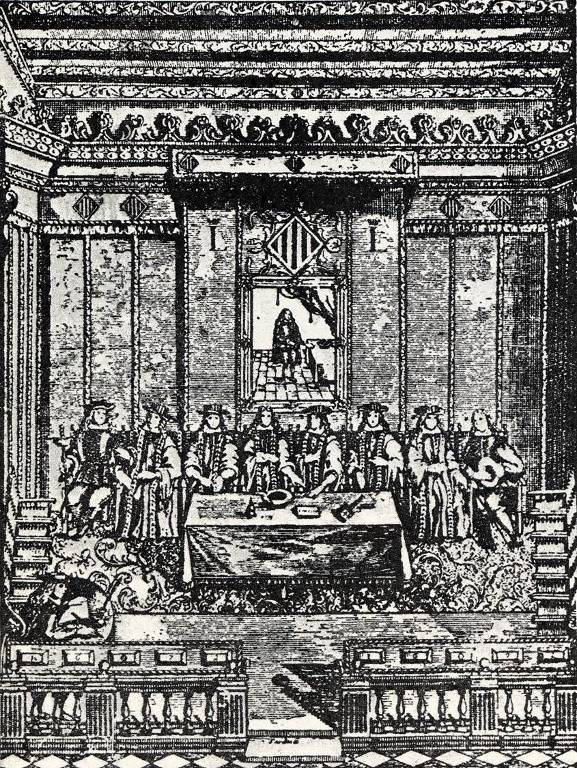
Los jurats reunidos en la "Cambra Daurada" de la Casa de la Ciutat de Valencia en 1672

El Consell Secret ('Consejo Secreto') era el órgano directivo de la ciudad, y en el cual el Consell General había delegado la mayoría de sus funciones —de hecho, a finales del siglo XVII, en varias ocasiones el Consell no consiguió reunirse por falta de asistentes—. El Consell Secret estaba integrado por: 
- Los jurats ('jurados'), que eran el órgano ejecutivo supremo de gobierno de la ciudad formado por cuatro prohoms o ciutadans ('prohombres' o 'ciudadanos') y dos cavallers i generosos, elegidos por un año por el método de la insaculación.
- El racional, que era un antiguo jurat designado por el rey por un período de tres años entre tres candidatos extraídos por el método de la insaculación, y que era el encargado de la supervisión de las finanzas municipales.
- El síndic ('síndico'), designado por el Consell General, ostentaba la representación o procuración ciudadana frente a otras instancias de poder;
- Cuatro advocats ('abogados') de la ciudad y el escrivà de la Sala ('el escribano de la Sala'), cargos vitalicios con voz pero sin voto en el Consell Secret.

### Jurats
La elección de los jurats que gobernaban la ciudad se realizaba mediante unas listas de 12 ciutadans y 12 cavallers i generosos —uno por cada parroquia de la ciudad, respectivamente— que eran elaboradas por el Consell General, por lo que el papel del rey en su elección era meramente simbólico —los nuevos jurats juraban su cargo ante el batle general, como máximo oficial real—. Sin embargo a partir de 1418 la monarquía consiguió recortar la considerable autonomía que había alcanzado la ciudad de Valencia a lo largo de los cien años anteriores, cuando el rey Alfonso el Magnánimo estableció el procedimiento de la ceda para el nombramiento de los jurats. La ceda era una lista de 12 ciutadans y 12 cavallers que enviaba el rey cada año al municipio para la renovación anual de los 6 jurats, lo que aseguraba que salieran elegidas por el Consell General personas de confianza del rey.

### Racional
La lista de la ceda en realidad era confeccionada por el racional y enviada por este al rey, por lo que el racional que se convirtió en el hombre de confianza del rey, con unas atribuciones que lo convirtieron de facto en la máxima autoridad del municipio, por encima de los jurats, ya que además era quien "sugería" qué personas debían nombrar los jurats para el Consell y para los diferentes cargos de la ciudad. En el siglo XV fue famoso el racional Guillem Saera que ocupó 21 años seguidos el cargo —entre 1456 y 1477— a pesar de que la permanencia en el mismo solo podía ser de tres años. De Saera dijo un contemporáneo: «que dengu no li contradia en tots los actes e fets que fer volia» ['que nadie lo contradecía en todos los actos y hechos que quería hacer'].

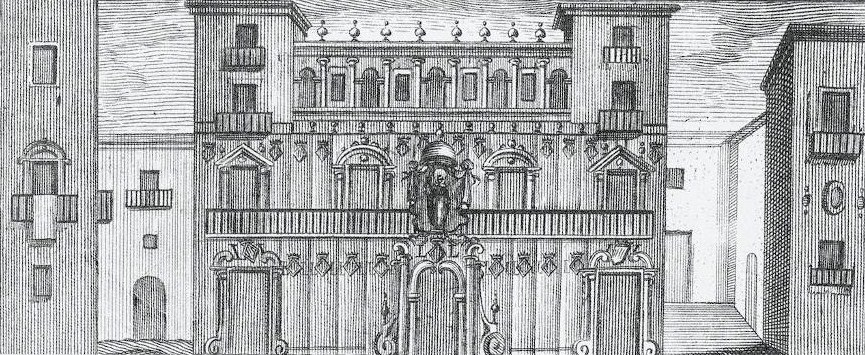
Fachada de la Casa de la Ciutat de València en un grabado de 1762

El control del racional del gobierno municipal se mantuvo hasta 1633 cuando la ciudad consiguió de Felipe IV el privilegio de insaculación a cambio del pago de un servei de 20.000 libras al rey. A partir de entonces la elección de los jurats se haría por el método de sacar de una bolsa que contendría los nombres de 30 cavallers, nombrados de por vida por el rey a propuesta de sus pares, los dos jurats correspondientes a los cavallers i generosos, y de otra con el nombre de 60 de ciutadans, seleccionados de la misma forma que los cavallers, los cuatro jurats que les correspondían. Según James Casey, el abandono de la «forma antigua» de selección de los jurats, al que se opusieron algunos consejeros del rey porque suponía perder el control directo de la ciudad, se debió a la importante cantidad de dinero que obtuvo la monarquía y también a "la posibilidad de contar con una élite estable en Valencia, una oligarquía mejor definida que la de los antiguos «ciudadanos», cuya gratitud hacia la monarquía por la defensa de sus privilegios les hiciese más favorables a demandas fiscales ulteriores provenientes de la corte".

### Losjustíciesy elmustaçaf
De los temas judiciales se encargaban el justícia criminal y el justícia civil, que eran elegidos por un año por el método de la insaculación de las "bolsas" de ciutadans y de la de cavallers, alternativamente). De los pleitos menores se encargaba el justícia de trescents sous ('justicia de los trescientos sueldos'), y de la vigilancia de mercados, el mustaçaf, elegido de la misma forma que los Justícies.
Tras la conquista de Valencia, las relaciones entre el rey y la ciudad de Valencia, así como con el resto de los núcleos de población que estaban bajo la jurisdicción directa del monarca (realengo), se articulaban en torno al cúria, un oficial real que era quien tenía la última palabra en la administración de los municipios y que recurría a la asamblea de vecinos como un cuerpo consultivo —en Valencia solo formada por los vecinos más influyentes, los prohoms—. Cuando en 1245, solo siete años después de la conquista, Jaime I decidió dejar el gobierno de la ciudad en manos de los vecinos, el cúria pasó a denominarse justícia y el rey lo elegía entre los tres candidatos propuestos por los jurats —que a su vez los designaban por insaculación de los doce nombres que ellos elegido, uno por cada parroquia de la ciudad—.. Así el justicia -desdoblado posteriormente en civil y criminal, los jurats y los consellers "constituían la estructura del organigrama municipal, al que se añadían otros cargos menores y especializados, como el mustassaf...".

## La representación de la ciudad: elConsell

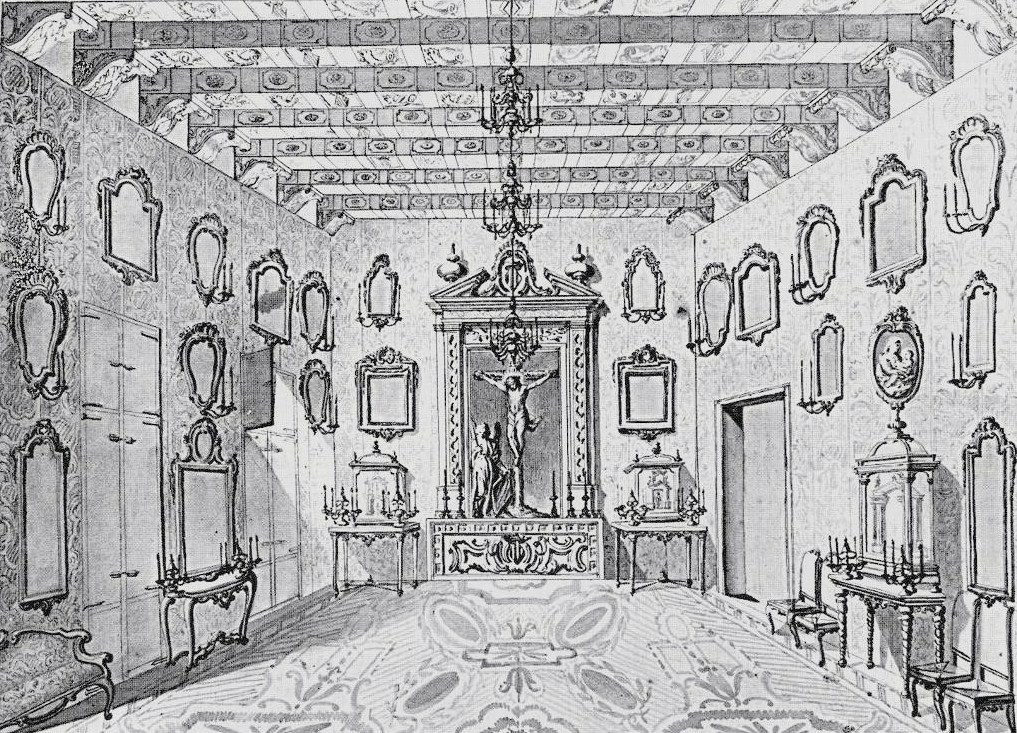
Interior de la Sala del Consell o Cambra dels Àngels de la Casa de la Ciutat de València, siglo XVIII

El Consell era el órgano consultivo y deliberativo de los jurats y estaba integrado por: 6 nobles, cavallers  i generosos —2 eran los 2 jurats del año anterior de ese estamento—; 4 ciutadans —los 4 jurats vells del año anterior de ese estamento—; 4 juristas, 2 notarios; las 48 consellers de ciutadans de parróquies —4 por cada una de las 12 parroquias de la ciudad—; y los consellers d'oficis —2 por cada ofici o gremio;). Los miembros del Consell eran designados por un año por el Consell Secret, que junto con aquel formaba el Consell General, presidido por el justícia civil.

## La extensión de la organización municipal de Valencia al resto del reino
Muy pronto el rey confió el gobierno de los municipios a sus propios vecinos (en Valencia en 1245), aunque a lo largo del siglo XIII la participación en su gobierno se fue restringiendo en favor de un núcleo reducido de habitantes que constituirán el grupo de los ciutadans, especialmente en las principales ciudades reales —Sagunto, Alcira, Játiva, Gandía y Valencia—.
En este proceso fue decisivo que en 1278 se extendiera el modelo municipal de la ciudad de Valencia a todas las poblaciones de realengo del reino. "Las antiguas asambleas abiertas que en los primeros años de la repoblación solían reunir a todos los vecinos en la iglesia parroquial fueron sustituidas por el nuevo sistema municipal, de inspiración urbana y romanista, que restringía la gestión del poder local a un estrato minoritario de prohoms". Así todas ellas se dotarán a grandes rasgos de las instituciones que rigen la ciudad de Valencia: los jurats ('jurados'), en quienes residen los poderes que la monarquía delegó en la ciudad; el Consell, como órgano representativo estamental y que es el consejo asesor de los jurats; y los oficiales como el Justícia Criminal, el Justícia Civil y el Mostaçaf.
Entre 1321 y 1329 la nobleza menor urbana, cavallers i generosos, entraron en el gobierno de las ciudades reales, que hasta entonces habían estado dominadas en exclusiva por los ciutadans o prohoms. Así se consolidó una élite todavía más restringida —que se suele llamar patriciado urbano— que monopolizarán el gobierno de las ciudades reales.
A principios del siglo XV, al igual que sucedió en Valencia, la monarquía ejerció un mayor control sobre los municipios que estaban bajo su jurisdicción. Sin embargo, la injerencia de la Corona en el nombramiento de los jurats siguió un sistema diferente del de Valencia —el de la ceda—. El tradicional sistema de cooptación —los jurats salientes nombraban a sus sucesores— fue sustituido por el de la insaculación —generalmente mediante el método de los redolins, que consistía en que los papelitos con los nombres de los candidatos se ponían en unas bolitas de cera que flotaban en el agua de una palangana y luego se cogían al azar los que iban a ocupar los nuevos cargos—. La intromisión de la corona en la elección estribaba en la confección de las listas de los candidatos y de esa forma se garantizaba que los nuevos jurats fueran personas afines a los intereses de la Corona. Así el nuevo régimen insaculatorio fue introducido en Játiva en 1427, en Orihuela en 1445, en Alcira y Castellón en 1446, y en Alicante en 1459.